# Henri af Orléans
Prins Henri af Orléans (Henri Philippe Marie; 16. oktober 1867 – 9. august 1901) var en fransk prins og opdagelsesrejsende, der var søn af Robert af Orléans, hertug af Chartres. Han var en dobbelt oldesøn af kong Ludvig-Filip af Frankrig, og han var bror til prinsesse Marie af Orléans (der var gift med den danske prins Valdemar).
Prins Henri af Orléans døde 33 år gammel den 9. august 1901 under en rejse til Saigon.